# April McClain-Delaney
Pour les articles homonymes, voir McClain et Delaney.
April Lynn McClain-Delaney, née McClain le 28 mai 1964, est une avocate et femme politique américaine qui est membre de la Chambre des représentants des États-Unis représentant le 6e district du Maryland depuis 2025. Elle occupe précédemment le poste d’administratrice adjointe du National Telecommunications and Information Administration de 2022 à 2023.
Membre du Parti démocrate, McClain-Delaney remporte en 2024 l'élection à la Chambre des représentants des États-Unis dans le 6e district du Maryland après avoir prévalu lors d'une primaire surpeuplée et battu l'ancien délégué d'État républicain Neil Parrott (en) lors de l'élection générale. Elle est l'épouse de l'ancien membre du Congrès John Delaney, qui a représenté le 6e district de 2013 à 2019.

## Jeunesse et éducation
April McClain est née à Buhl, Idaho, le 28 mai 1964, de Thomas McClain, un cultivateur de pommes de terre, et de Laurel McClain. Elle est diplômée du lycée de Buhl en 1982. Après avoir accompagné son père lors d'un voyage d'affaires à Chicago et visité l'université Northwestern, elle fréquente plus tard l'école grâce à une bourse, obtenant son diplôme en 1986 avec un baccalauréat en communication,. Elle est membre de la sororité Kappa Kappa Gamma et de la Northwestern Alumni Association et revient à l'université pour faire du bénévolat. Elle obtient ensuite un Juris Doctor du Georgetown University Law Center (en) en 1989. Elle et son mari, qu'elle a rencontré à l'université, fondent le programme de résidence post-universitaire Delaney pour aider les étudiants diplômés à accéder à la pratique privée.

## Carrière juridique
McClain-Delaney exerce en tant qu’avocate spécialisée dans les médias pendant une grande partie de sa carrière. En 2006, elle fonde la division de Washington de Common Sense Media, un groupe de défense à but non lucratif axé sur les effets des médias en ligne et télévisés sur les enfants, en tant que directrice de division,. Elle est nommée par le président Joe Biden en janvier 2022 au département du Commerce, occupant le poste d'administratrice adjointe de la National Telecommunications and Information Administration jusqu'à sa démission en septembre 2023.
Alors que John est membre du Congrès, McClain-Delaney préside le déjeuner de la Première Dame du Congressional Club (en) et est coprésidente du petit-déjeuner national de prière. Elle joue également un rôle « anormalement actif » dans la campagne présidentielle de son mari en 2020, au cours de laquelle elle critique le rôle des médias sociaux dans les primaires démocrates, affirmant que l'accent mis par les plateformes sur le climat politique conflictuel limite le message centriste de Delaney.

## Chambre des représentants des États-Unis

### Élections

#### 2024

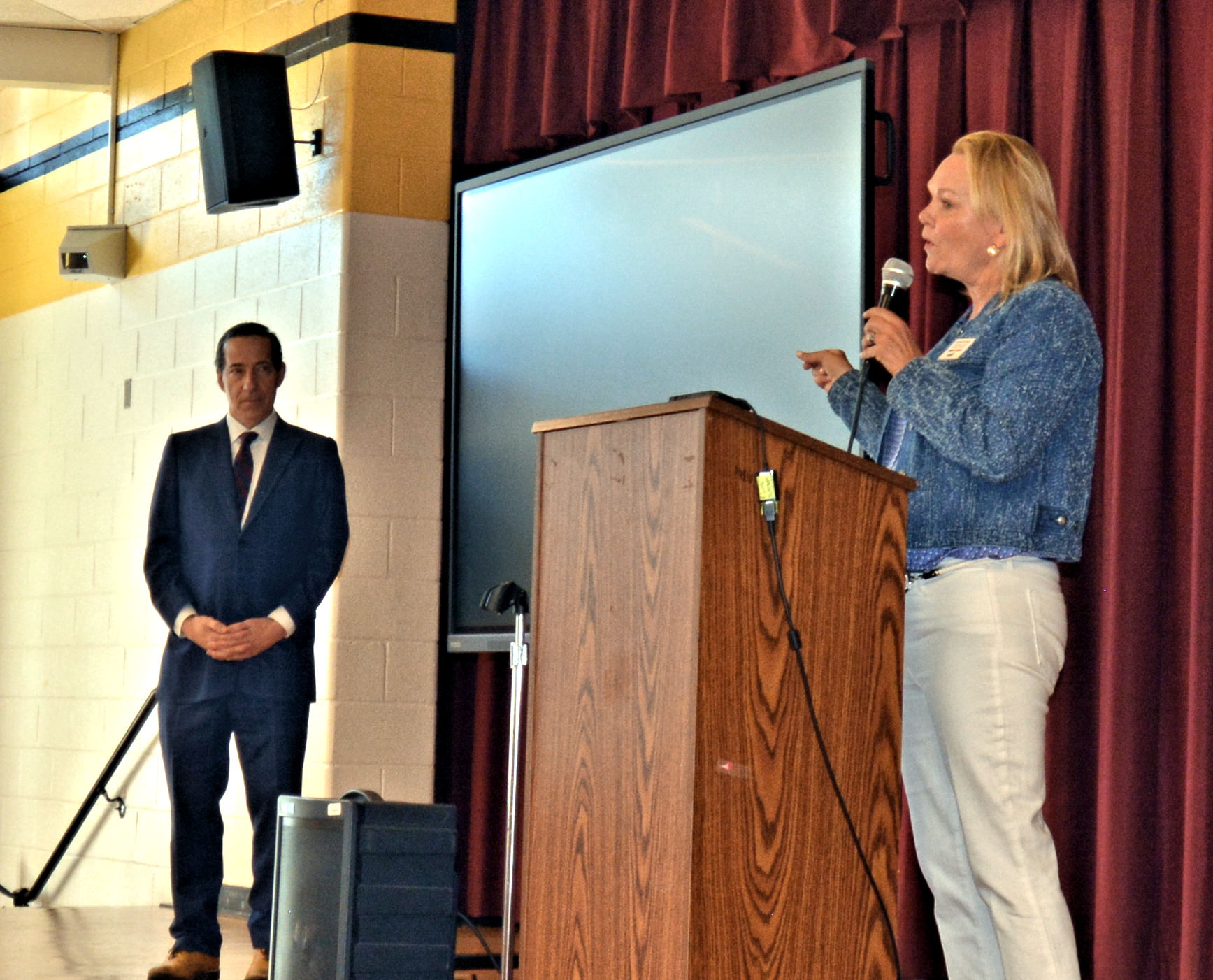
McClain-Delaney en campagne avec le membre du Congrès Jamie Raskin, en 2024.

En septembre 2023, MoCo360 rapporte que McClain-Delaney démissionne de la NTIA pour se présenter au Congrès pour le 6e district du Maryland, succédant au titulaire David Trone, qui se retire pour se présenter au Sénat américain. Elle annonce officiellement sa candidature le 25 octobre 2023. Le 6e district a été représenté par son mari de 2013 à 2019, jusqu'à ce qu'il choisisse de prendre sa retraite pour se concentrer sur sa campagne présidentielle de 2020. McClain-Delaney rejoint un groupe de primaires qui comprend finalement 16 candidats, y compris d'autres responsables élus et nommés. Elle reçoit le soutien de l'ancienne présidente de la Chambre des représentants Nancy Pelosi lors de sa primaire, ainsi que du syndicat United Auto Workers et du Washington Post,,.
McClain-Delaney devance largement ses adversaires primaires en matière de collecte de fonds, accumulant plus de 2 millions de dollars de fonds de campagne, dont plus d'un million de dollars autofinancés à partir de la richesse personnelle de McClain-Delaney. Joe Vogel, candidat à la primaire, décrit par Maryland Matters comme l'un des favoris de la course aux côtés de McClain-Delaney, critique son recours à des prêts privés pour financer sa campagne, l'accusant d'avoir « acheté sa victoire ». La campagne de McClain-Delaney répond en accusant Vogel d'être financée par de « argent noir » et de mener une « vieille campagne négative et fatiguée ».
McClain-Delaney remporta la primaire du 14 mai, recueillant 40,4 % des voix ; Vogel arrive en deuxième position avec 26,3 %. Son adversaire pour les élections générales du 5 novembre est le républicain Neil Parrott, un ancien délégué d'État qui en est à sa troisième candidature,. L'élection pour le 6e district doit être la plus compétitive de l'État. Lors des élections générales, McClain-Delaney met en avant son expérience au sein du Département du Commerce des États-Unis et critique les positions de Parrott sur l'avortement, l'antisémitisme et les questions LGBTQ. Elle continue également à autofinancer sa campagne lors des élections générales, en prêtant à sa campagne 1,998 million de dollars supplémentaires et en dépensant cinq fois plus que Parrott. Le 8 novembre 2024, CNN déclare McClain-Delaney vainqueure de l'élection, battant de justesse Parrott. Elle et Sarah Elfreth sont les premières femmes à représenter le Maryland à la Chambre des représentants des États-Unis depuis 2016, lorsque Donna Edwards a pris sa retraite pour se présenter sans succès au Sénat américain.

### Mandat
McClain-Delaney prête serment le 3 janvier 2025. Avant le 119e Congrès, McClain-Delaney s'est présenté sans succès à la présidence de la classe des nouveaux représentants, perdant face à la représentante de l'Arizona, Yassamin Ansari, qui est élue 23-10.

## Positions politiques
Shannon Bream de Fox News la décrit comme une démocrate centriste.

### Criminalité et maintien de l'ordre
McClain-Delaney est favorable à l’octroi d’un financement supplémentaire aux « politiques policières efficaces et responsables » et à la formation des agents, ainsi qu’à l’encouragement de la police de proximité. Elle soutient également l’augmentation du soutien aux établissements de santé mentale et aux programmes de prévention de la violence, qui, selon elle, s’attaquent aux causes profondes de la criminalité.

### Éducation
McClain-Delaney soutient le Plan directeur pour l'avenir du Maryland, la maternelle universelle, les collèges communautaires gratuits et l'expansion des programmes de formation professionnelle dans les écoles. Elle soutient également la collaboration du gouvernement fédéral avec les universités d'État pour mettre en place un développement de la main-d'œuvre afin de réduire le coût de l'enseignement supérieur, et la collaboration avec les étudiants pour lutter contre les prêts étudiants prédateurs.

### Environnement
McClain-Delaney est favorable à l’augmentation du financement de l’Agence américaine de protection de l’environnement et de la recherche scientifique sur le climat, ainsi qu’à l’octroi d’incitations fiscales pour les investissements dans les technologies de décarbonisation. Elle soutient également les efforts visant à assurer la transition des États-Unis vers une économie verte et des véhicules électriques.

### Questions fiscales
McClain-Delaney soutient la déréglementation des petites entreprises et l’établissement de garde-fous autour des Big Tech. Elle soutient également la réduction des réglementations pour la construction de logements abordables, le rétablissement du crédit d'impôt pour enfant, et l'utilisation des lois antitrust pour favoriser la concurrence entre les entreprises d'épicerie. McClain-Delaney accuse à la fois les démocrates et les républicains d'être responsables de l'augmentation de la dette nationale des États-Unis et exprime son soutien à la réduction du déficit par le biais de coupes budgétaires stratégiques, de l'élimination du gaspillage et de réformes de la Social Security, de Medicare et de Medicaid.

### Politique extérieure
McClain-Delaney soutient le renforcement de l'OTAN, la promotion des intérêts économiques américains à l'étranger et un rôle moteur sur des questions telles que le changement climatique pour contrer les défis de politique étrangère posés par la Chine, la Russie et le Moyen-Orient. Elle soutient l'aide apportée à l’Ukraine dans la guerre russo-ukrainienne.
En octobre 2023, après l’attaque menée par le Hamas contre Israël au début du mois, McClain-Delaney exprime son soutien à Israël et à son droit de se défendre, soutient une lettre appelant l’Égypte à créer des zones humanitaires dans la bande de Gaza et exhorte le Congrès à adopter une loi fournissant une aide humanitaire supplémentaire et une assistance aux systèmes de défense antimissile israéliens. Elle condamne également les discours anti-israéliens sur les campus universitaires et soutient les appels de la procureure générale de New York, Letitia James, en faveur d'une modération accrue sur les plateformes de médias sociaux afin de supprimer les discours de haine et la propagande associés aux attaques du Hamas. McClain-Delaney déclare qu'elle comprend la perte de vies civiles à Gaza, en Israël et au Liban, mais s'oppose aux appels à un cessez-le-feu immédiat dans la guerre entre Israël et le Hamas et aux conditions de l'aide militaire américaine à Israël. Elle condamne également les manifestations pro-palestiniennes sur les campus universitaires et appelle les présidents d'université, les forces de l'ordre et les dirigeants politiques à protéger les étudiants juifs fréquentant les écoles où se déroulent des manifestations en cours.

### Politique sur les armes à feu
Au cours de sa campagne électorale au Congrès en 2024, McClain-Delaney soutient une « législation de bon sens sur les armes à feu », comme les vérifications universelles des antécédents, l'interdiction des armes d'assaut et les lois sur les drapeaux rouges.

### Soins de santé
Au cours de sa campagne électorale en 2024, elle signe un engagement en faveur du Maryland Healthcare for All visant à soutenir la législation visant à prolonger les prestations de santé prévues par la loi sur la réduction de l'inflation au-delà de 2025 et soutient la fourniture d'une assistance supplémentaire aux personnes bénéficiant de subventions pour les soins de santé. Elle est également favorable à ce que Medicare soit autorisé à négocier les prix des médicaments sur ordonnance et à la mise en place d'un programme fédéral de couverture médicale universelle, mais elle ne va pas jusqu'à demander l'instauration d'un Medicare pour tous.

### Immigration
McClain-Delaney soutient le projet de loi bipartisan sur la sécurité des frontières négocié par les sénateurs James Lankford et Kyrsten Sinema et blâme l'ancien président Donald Trump pour son échec à être adopté par le Sénat. Elle soutient également la simplification du processus d’octroi de l’asile et le soutien aux immigrants déjà installés aux États-Unis, ainsi que l’utilisation de nouvelles technologies pour contribuer à sécuriser la frontière entre le Mexique et les États-Unis.

### Questions sociales

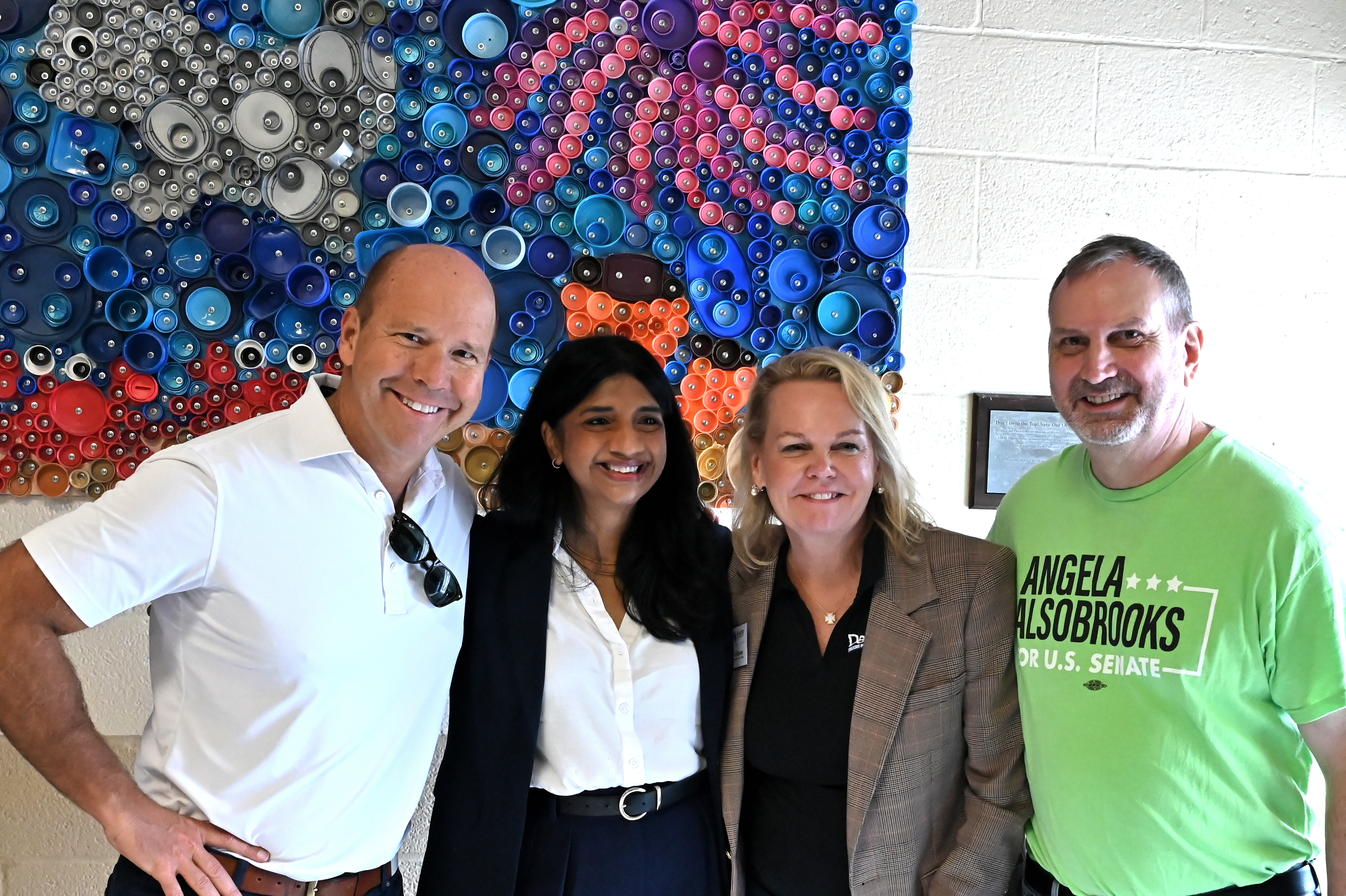
Les Delaney avec la lieutenante-gouverneure du Maryland,, et son mari, en 2024.

Au cours de sa campagne électorale, McClain-Delaney soutient les efforts visant à codifier la décision Roe v. Wade, y compris la loi sur la protection de la santé des femmes,. Elle soutient également la loi sur l'égalité et s'oppose aux efforts visant à interdire les soins de réaffirmation du genre.
En octobre 2024, McClain-Delaney déclare qu'elle soutient l'idée d'obliger les États à utiliser des commissions de redécoupage indépendantes pour délimiter leurs circonscriptions électorales.
McClain-Delaney soutient l'expansion de l'Interstate 270 et de l'Interstate 81, augmentant les transports publics, ainsi que l'amélioration de la sécurité sur la US Route 15.

## Vie personnelle
McClain-Delaney est l'épouse de John Delaney, ancien représentant américain du Maryland et candidat à la présidence en 2020. Ils se rencontrent alors qu'ils étudient à l'université de Georgetown et se marient à Sun Valley, dans l'Idaho, peu de temps après avoir obtenu leur diplôme. Ils ont quatre filles et vivent à Potomac, dans le Maryland,. Les Delaney fréquentent l'église catholique Little Flower à Bethesda, dans le Maryland.